# Windows Mixed Reality
Windows Mixed Reality, anciennement Windows Holographic, est une plateforme dédiée à la « réalité mixte » (réalité augmentée et réalité virtuelle) et intégrée à Windows 10 Creator Update (mars 2017).
Il a été annoncé à la conférence de presse de « Windows 10: The Next Chapter » le 21 janvier 2015 et a été lancé le 30 mars 2016 en même temps que l'édition de développement de Microsoft HoloLens. Il est prévu pour tous les PC disposant de la Windows 10 Creator Update (sortie en 2017) et répondant à la configuration minimale requise.
Le 21 décembre 2023, Microsoft a annoncé que WMR a été déprécié et que son support s'arrêtera le 1er novembre 2026.
Le principe de Windows Mixed Reality est de permettre à des logiciels d’interagir avec le monde réel en fusionnant en direct des éléments physiques du monde réel et des éléments virtuels (appelés « hologrammes » par Microsoft). Grâce à cela, il peut alors exister une interaction directe entre l'utilisateur et le monde réel-virtuel créé. Windows Mixed Reality dispose d'un système d'exploitation dédié dans lequel des applications universelles (Universal Windows Platform App) peuvent fonctionner.

## Produits
Les visiocasques suivants sont compatibles avec la plateforme de réalité mixte de Windows :
- Microsoft HoloLens, en réalité augmentée
- Dell Visor WMR, en réalité virtuelle
- Acer WMR, en réalité virtuelle
- Lenovo Explorer WMR, en réalité virtuelle
- HP WMR, en réalité virtuelle
- Samsung HMD Odyssey WMR, en réalité virtuelle